# كولينز جاي سايتس
كولينز جاي سايتس (بالإنجليزية: Collins J. Seitz) هو محامي وقاضي أمريكي، ولد في 20 يونيو 1914 في ويلمنغتون في الولايات المتحدة، وتوفي بنفس المكان في 16 أكتوبر 1998.